# European League of Football
La European League of Football (ELF) è una lega professionistica europea di football americano composta da 16 squadre situate in Austria, Danimarca, Francia, Germania, Polonia, Repubblica Ceca, Spagna, Svizzera e Ungheria. È prevista un'espansione fino ad almeno 24 squadre nei prossimi anni.
La ELF è stata ufficialmente fondata nel novembre 2020, ed è partita il 19 giugno 2021 con la prima stagione ELF.

## TV
Germania Austria e Svizzera:
- ProSieben Maxx
- ProSieben
- More Than Sports TV

Internazionale:
- ELF Gamepass

## Nazioni rappresentate
Le nazioni attualmente rappresentate da almeno una franchigia sono le seguenti:
| Nazione            | Teams |
| ------------------ | ----- |
| Germania           | 7     |
| Austria            | 2     |
| Danimarca / Svezia | 1     |
| Francia            | 1     |
| Polonia            | 1     |
| Rep. Ceca          | 1     |
| Spagna             | 1     |
| Svizzera           | 1     |
| Ungheria           | 1     |

Nazioni che in passato hanno avuto almeno una franchigia iscritta alla lega, ma che attualmente non risultano più rappresentate, sono:  Italia e  Turchia.

## Squadre partecipanti
| Team                 | Città                | Stadio                               | Capacità       | Anno adesione  | Head coach       |
| North Division       | North Division       | North Division                       | North Division | North Division | North Division   |
| -------------------- | -------------------- | ------------------------------------ | -------------- | -------------- | ---------------- |
| Berlin Thunder       | Berlino              | TBD                                  | TBD            | 2021           | Johnny Schmuck   |
| Hamburg Sea Devils   | Amburgo              | Stadion Hoheluft                     | 11,000         | 2021           | Shuan Fatah      |
| Nordic Storm         | / Copenaghen         | Gladsaxe Stadium                     | 13,800         | 2025           | John Shoop       |
| Rhein Fire           | Düsseldorf           | Schauinsland-Reisen-Arena (Duisburg) | 31,514         | 2022           | Jim Tomsula      |
| West Division        |                      |                                      |                |                |                  |
| Cologne Centurions   | Colonia              | Südstadion                           | 11,748         | 2021           | Jag Bal          |
| Frankfurt Galaxy     | Francoforte sul Meno | PSD Bank Arena                       | 12,542         | 2021           | TBD              |
| Paris Musketeers     | Parigi               | Stade Jean-Bouin                     | 20,000         | 2023           | Marc Mattioli    |
| Stuttgart Surge      | Stoccarda            | Gazi-Stadion auf der Waldau          | 11,410         | 2021           | Jordan Neuman    |
| South Division       |                      |                                      |                |                |                  |
| Helvetic Mercenaries | Kriens               | Sportzentrum Kleinfeld               | 3,500          | 2024           | Marcus Herford   |
| Madrid Bravos        | Madrid               | Estadio de Vallehermoso              | 9,000          | 2024           | Andrew Weidinger |
| Munich Ravens        | Unterhaching         | Uhlsport Park                        | 15,053         | 2023           | Kendral Ellison  |
| Tirol Raiders        | Innsbruck            | Tivoli-Neu Stadion                   | 16,008         | 2022           | Jim Herrmann     |
| East Division        |                      |                                      |                |                |                  |
| Fehérvár Enthroners  | Székesfehérvár       | First Field                          | 3,500          | 2023           | Joseph Ashfield  |
| Prague Lions         | Praga                | Atletický stadion                    | 3,000          | 2021           | Dave Warner      |
| Vienna Vikings       | Vienna               | Wiener Neustadt Ergo Arena           | 4,000          | 2022           | Chris Calaycay   |
| Panthers Wrocław     | Breslavia            | Stadion Olimpijski                   | 11,000         | 2021           | Craig Kuligowski |

### Squadre dismesse o sospese
| Team              | Città      | Esordio | Ultima stagione | Stagioni | Stato                                                                                          |
| ----------------- | ---------- | ------- | --------------- | -------- | ---------------------------------------------------------------------------------------------- |
| Seamen Milano     | Milano     | 2023    | 2024            | 2        | Sospesa per il 2025, ritorno previsto nel 2026                                                 |
| Barcelona Dragons | Barcellona | 2021    | 2024            | 4        | Ritirata dopo la stagione 2024                                                                 |
| Helvetic Guards   | Zurigo     | 2023    | 2023            | 1        | Ritirata ad aprile 2024, sostituiti da Helvetic Mercenaries                                    |
| Leipzig Kings     | Lipsia     | 2021    | 2023            | 3        | Licenza ritirata nel 2023 per il mancato rispetto degli obblighi finanziari imposti dalla lega |
| Istanbul Rams     | Istanbul   | 2022    | 2022            | 1        | Sospesa dal 2023                                                                               |

## Squadre vincitrici
| Team               | Titoli | Secondi posti | Anni vittorie | Anni secondi posti |
| ------------------ | ------ | ------------- | ------------- | ------------------ |
| Rhein Fire         | 2      | 0             | 2023, 2024    | -                  |
| Vienna Vikings     | 1      | 1             | 2022          | 2024               |
| Frankfurt Galaxy   | 1      | 0             | 2021          | -                  |
| Hamburg Sea Devils | 0      | 2             | -             | 2021, 2022         |
| Stuttgart Surge    | 0      | 1             | -             | 2023               |

## Championship Games
In grassetto le squadre vincitrici
| #   | Anno | Squadra 1          | Squadra 1 | Squadra 2        | Squadra 2 | Stadio                    | Città                   | Spettatori | MVP                                   |
| --- | ---- | ------------------ | --------- | ---------------- | --------- | ------------------------- | ----------------------- | ---------- | ------------------------------------- |
| I   | 2021 | Hamburg Sea Devils | 30        | Frankfurt Galaxy | 32        | Merkur Spiel-Arena        | Düsseldorf, Germania    | 22,000     | Jakeb Sullivan (QB, Frankfurt Galaxy) |
| II  | 2022 | Hamburg Sea Devils | 15        | Vienna Vikings   | 27        | Wörthersee Stadion        | Klagenfurt, Austria     | 14,566     | Kimi Linnainmaa (WR, Vienna Vikings)  |
| III | 2023 | Rhein Fire         | 53        | Stuttgart Surge  | 34        | Schauinsland-Reisen-Arena | Duisburg, Germania      | 31,500     | Jadrian Clark (QB, Rhein Fire)        |
| IV  | 2024 | Vienna Vikings     | 20        | Rhein Fire       | 51        | Veltins-Arena             | Gelsenkirchen, Germania | 41,364     | Jadrian Clark (QB, Rhein Fire)        |
| V   | 2025 |                    |           |                  |           | MHPArena                  | Stoccarda, Germania     |            |                                       |